# 新桥镇 (荣县)
新桥镇，是中华人民共和国四川省自贡市荣县下辖的一个乡镇级行政单位。2019年9月撤销雷音乡，将其所属行政区域划归新桥镇管辖，新桥镇人民政府驻中心街138号。

## 行政区划
新桥镇下辖以下地区：
新桥社区、长埂山村、赶场冲村、三柏堂村、牛皮洞村、沙湾村、开井坝村、螺蛳坝村和麻柳场村。

## 特产
新桥枇杷：中国地理标志产品。